# Pieter Jan Leusink
Pieter Jan Leusink (Elburg, 5 de abril de 1958) es un director de orquesta y compositor de música clásica neerlandés.

## Biografía
Nació el 5 de abril de 1958 en Elburg, Países Bajos. Estudió órgano en el Conservatorio municipal de Zwolle y se formó en dirección de orquesta con Gottfried van der Horst. 
Fundó el Stadsknapenkoor Elburg (Coro de Niños Cantores de la ciudad de Elburg) en abril de 1981, así como tres eventos musicales en la Iglesia de San Nicolás de Elburg: un festival de villancicos en diciembre, la interpretación de la Pasión según San Mateo, BWV 244 durante el tiempo de Pascua, así como los conciertos de verano en julio y agosto.
Comenzó a dirigir a los Niños Cantores de los Países Bajos en 1984. Actualmente la agrupación cuenta con 80 cantantes. Diez años más tarde, en 1994, creó la Orquesta Leusink Bach y un año después un coro mixto adulto conocido como Bach Choir of the Netherlands. Posteriormente se unieron formando la agrupación Coro y orquesta Bach. Es conocido por sus grabaciones de Bach en particular, Handel, Mozart,  Fauré y Antonio Vivaldi. Ha actuado en Inglaterra, Gales, Dinamarca, Alemania, Bélgica, Francia, Italia, Polonia, Letonia y en sus Países Bajos natal. Cada año en los Países Bajos alrededor de 150 conciertos se llevan a cabo por los coros y la orquesta de Leusink. En 1999 y 2000 Leusink grabó todas las cantatas sacras de Bach en 15 meses.
En 2018 cuatro intérpretes musicales femeninas acusaron a Leusink de conducta sexual inapropiada. Dos meses después otras dos mujeres lo denunciaron.

## Premios y reconocimientos
En 2004 Leusink fue nombrado Caballero de la Orden del León Neerlandés.